# Giorgio Di Centa
Giorgio Di Centa, né le 7 octobre 1972 à Tolmezzo, est un fondeur italien. Il est champion olympique du 50 km à Turin en 2006. Également deux fois médaillé en individuel aux Championnats du monde, sa carrière sportive s'étend sur près de 25 ans.

## Biographie
Frère cadet de Manuela Di Centa, également double championne olympique, il obtient aux Jeux de Turin deux titres olympiques : tout d'abord l'or avec le relais italien, faisant ainsi mieux qu'à Salt Lake City où il avait obtenu l'argent. Cette médaille atténue sa déception après l'épreuve de poursuite où il avait fini au pied du podium. Mais c'est surtout la victoire dans l'épreuve finale, le 50 km libre, qui le hisse au sommet de la discipline. Cette victoire est obtenue au sprint, avec le plus petit écart de l'histoire des Jeux sur cette discipline. 
Un an auparavant, il a remporté la médaille d'argent sur la poursuite des Championnats du monde à Oberstdorf, arrivant dans la même seconde que le vainqueur Vincent Vittoz et le troisième Frode Estil. Aux Championnats du monde 2009, à Liberec, il se distingue à nouveau sur la poursuite, prenant la médaille de bronze  derrière Petter Northug et Anders Södergren.
Il remporte sa première victoire en Coupe du monde le 5 février 2010 à Canmore devant son compatriote Pietro Piller Cottrer. Il participe quelques jours plus tard aux Jeux olympiques de Vancouver en tant que porte-drapeau de l'Italie lors de la cérémonie d'ouverture.
Aux Jeux olympiques d'hiver de 2014, ses cinquièmes, alors âgé de 41 ans, il prend la onzième place au skiathlon et la cinquième place avec le relais.
Il prolonge sa carrière sportive jusqu'en 2017.

## Palmarès

### Jeux olympiques
| Épreuve / Édition      | Sprint                           | Sprint                           | 15 km                            | 15 km                            | Poursuite / Skiathlon 2 × 15 km | 30 km                            | 50 km                          | Relais                           | Relais                             |
| Épreuve / Édition      | libre                            | classique                        | libre                            | classique                        | Poursuite / Skiathlon 2 × 15 km | 30 km                            | 50 km                          | Sprint                           | 4 × 10 km                          |
| JO 1998 Nagano         | Épreuve inexistante à cette date | Épreuve inexistante à cette date | Épreuve inexistante à cette date | —                                | —                               | 8e                               | —                              | Épreuve inexistante à cette date | —                                  |
| JO 2002 Salt Lake City | —                                | Épreuve inexistante à cette date | Épreuve inexistante à cette date | 35e                              | 4e                              | 11e                              | —                              | Épreuve inexistante à cette date | Médaille d'argent, Jeux olympiques |
| JO 2006 Turin          | —                                | Épreuve inexistante à cette date | Épreuve inexistante à cette date | —                                | 4e                              | Épreuve inexistante à cette date | Médaille d'or, Jeux olympiques | 9e                               | Médaille d'or, Jeux olympiques     |
| JO 2010 Vancouver      | Épreuve inexistante à cette date | —                                | 10e                              | Épreuve inexistante à cette date | 12e                             | Épreuve inexistante à cette date | 11e                            | —                                | 9e                                 |
| JO 2014 Sotchi         | —                                | Épreuve inexistante à cette date | Épreuve inexistante à cette date | —                                | 11e                             | Épreuve inexistante à cette date | —                              | —                                | 5e                                 |

Légende :
- — : n'a pas participé à l'épreuve

### Championnats du monde
| Épreuve / Édition               | Trondheim 1997            | Ramsau 1999               | Lahti 2001 | Val di Fiemme 2003 | Oberstdorf 2005          | Sapporo 2007 | Liberec 2009              | Oslo 2011 | Val di Fiemme 2013 | Falun 2015 |
| 10 km classique                 | 17e                       | 18e                       |            |                    |                          |              |                           |           |                    |            |
| 15 km libre                     |                           |                           |            |                    | 14e                      | 25e          |                           |           |                    |            |
| 20 km poursuite                 |                           |                           | 18e        | 27e                |                          |              |                           |           |                    |            |
| 25 km poursuite                 | 12e                       | 11e                       |            |                    |                          |              |                           |           |                    |            |
| 30 km poursuite / skiathlon     |                           |                           |            |                    | Médaille d'argent, monde | 11e          | Médaille de bronze, monde | 10e       | 16e                |            |
| 50 km classique départ en masse |                           |                           |            |                    |                          | 31e          |                           |           | 19e                |            |
| 50 km libre départ en masse     |                           |                           |            |                    |                          |              |                           | 9e        |                    | 22e        |
| Relais 4 × 10 km                | Médaille de bronze, monde | Médaille de bronze, monde |            |                    | 4e                       | 9e           |                           | 5e        | 4e                 |            |

Légende :
- : deuxième place, médaille d'argent
- : troisième place, médaille de bronze

### Coupe du monde
- Meilleur classement général : 5e en 2008.
- 25 podiums :
  - 10 podiums en épreuve individuelle : 1 victoire, 5 deuxièmes places et 4 troisièmes places.
  - 15 podiums en épreuve par équipes : 5 victoires et 10 deuxièmes places.

### Courses par étapes
- 4e du Tour de ski 2008-2009.
- 3 podiums d'étapes sur des tours : 1 deuxième place et 2 troisièmes places.

#### Détail de la victoire
| Épreuve / Édition | 15 km   | 15 km     |
| Épreuve / Édition | libre   | classique |
| 2010-10           | Canmore |           |

#### Classements en Coupe du monde
| Année     | Classement général final | Classement distance | Classement sprint |
| 1994-1995 | 80e                      |                     |                   |
| 1995-1996 | 22e                      |                     |                   |
| 1996-1997 | 16e                      | 27e (LD)            | 11e               |
| 1997-1998 | 45e                      | 35e (LD)            | 63e               |
| 1998-1999 | 25e                      | 34e (LD)            | 35e               |
| 1999-2000 | 46e                      | 38e (CD) / 61e (LD) | 39e               |
| 2000-2001 | 16e                      |                     | 12e               |
| 2001-2002 | 26e                      |                     | 31e               |
| 2002-2003 | 11e                      |                     | 55e               |
| 2003-2004 | 23e                      | 16e                 |                   |
| 2004-2005 | 8e                       | 5e                  |                   |
| 2005-2006 | 16e                      | 8e                  |                   |
| 2006-2007 | 36e                      | 29e                 | 80e               |
| 2007-2008 | 5e                       | 7e                  | 38e               |
| 2008-2009 | 8e                       | 13e                 | 26e               |
| 2009-2010 | 10e                      | 6e                  | 102e              |
| 2010-2011 | 17e                      | 16e                 | 85e               |
| 2011-2012 | 31e                      | 27e                 | 77e               |
| 2012-2013 | 11e                      | 14e                 | 88e               |
| 2013-2014 | 55e                      | 52e                 |                   |
| 2014-2015 | 104e                     | 62e                 |                   |

Légende : 
- LD : longue distance

### Championnats du monde de rollerski
- Piglio 2009
  -  Médaille de bronze sur cinq kilomètres classique (ascension).

### Jeux mondiaux militaires
- Jeux mondiaux militaires d'hiver de 2010 :
  -  Médaille de bronze sur le quinze kilomètres libre à Cogne

## Distinctions
- Commandeur de l'ordre du Mérite de la République italienne (9 mars 2006)[7]